# رالف رابرتز
رالف رابرتز (انگلیسی: Ralph J. Roberts) (زاده ۱۳ مارس ۱۹۲۰ - درگذشته ۱۸ ژوئن ۲۰۱۵) کارآفرین، بازرگان و مدیر ارشد اجرایی آمریکایی بود، که در سال ۱۹۶۳ شرکت کامکست را تأسیس نمود.